# 제 정공
제 정공(齊 丁公/齊 玎公, ? ~ ?)은 중국 제나라의 제2대 후작이다. 이름은 급(伋/級)이다. 《사기》에서는 '정공 여급(丁公 呂伋)'이라고 언급하고, 《춘추좌씨전》에서는 '여급(呂級)'이라고 언급한다.
아버지가 죽은 뒤에 그 뒤를 이어 제후가 되었다. 왕손 모·섭보·금보·웅역과 함께 서주 강왕을 보좌하였고, 이 중 웅역을 제외한 넷은 하사품을 받았다.
《춘추좌씨전》에 따르면, 제나라의 세경가 최씨의 시조라고 한다.